# Berkhamsted Place

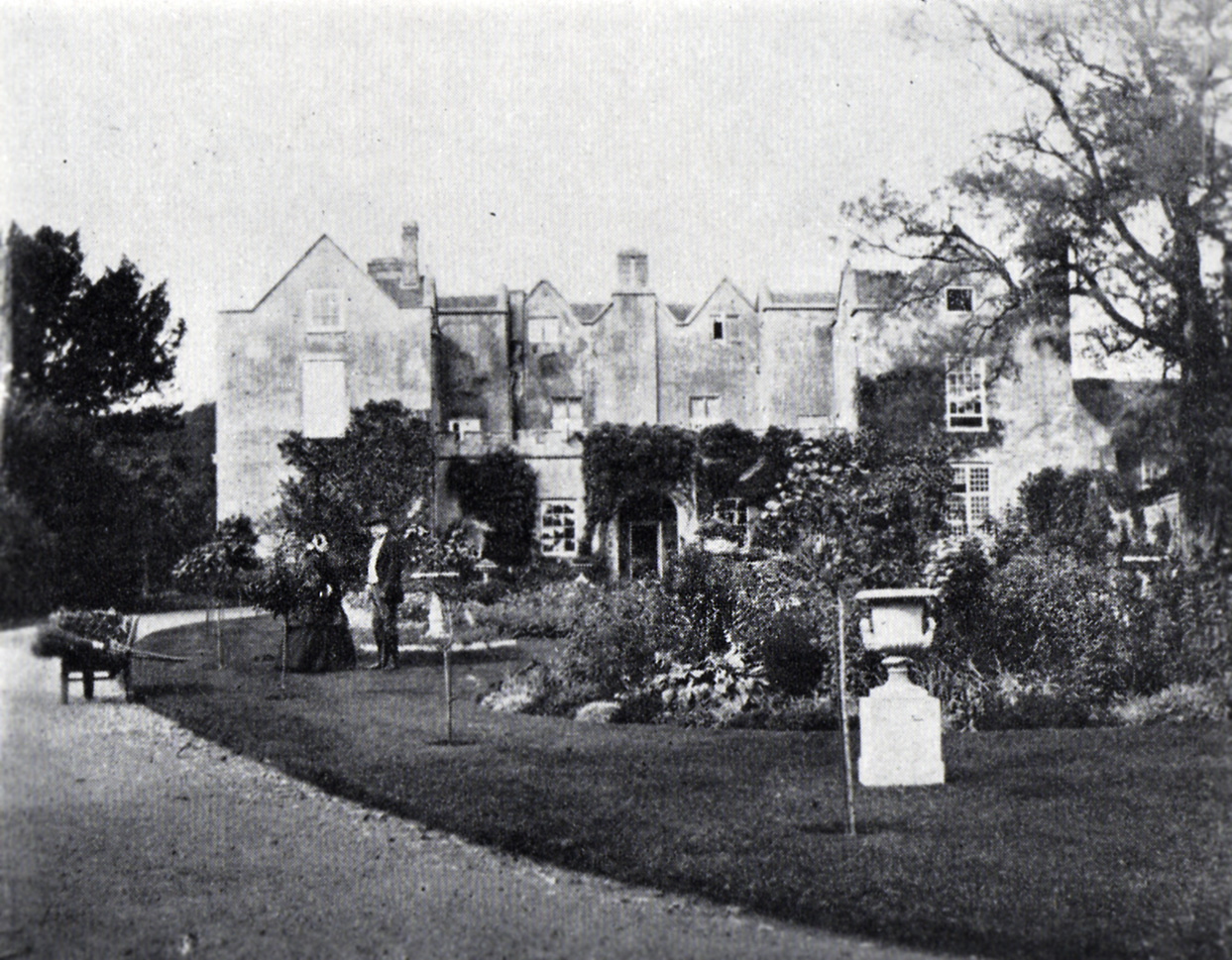
Berkhamsted Place 1860

Berkhamsted Place war ein Landhaus in Berkhamsted in der englischen Grafschaft Hertfordshire. Sir Edward Carey, der Master of the Jewel Office von Königin Elisabeth I., ließ es um 1580 aus Bausteinen von der Ruine Berkhamsted Castle errichten. Über die Jahre lebten viele bekannte Leute in dem Haus und hießen illustre Gäste willkommen, wie König Karl I. oder William Gladstone.
Das Haus war eines von zwei elisabethanischen Herrenhäusern in der Stadt. Das andere war Egerton House in der High Street, das 1937 abgerissen wurde. Berkhamsted Place überlebte 380 Jahre lang Brände und Renovierungen, verfiel aber dann und wurde 1967 abgerissen.

## Bau

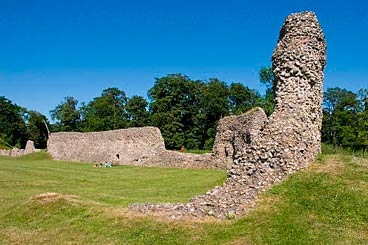
Die Ruinen von Berkhamsted Castle

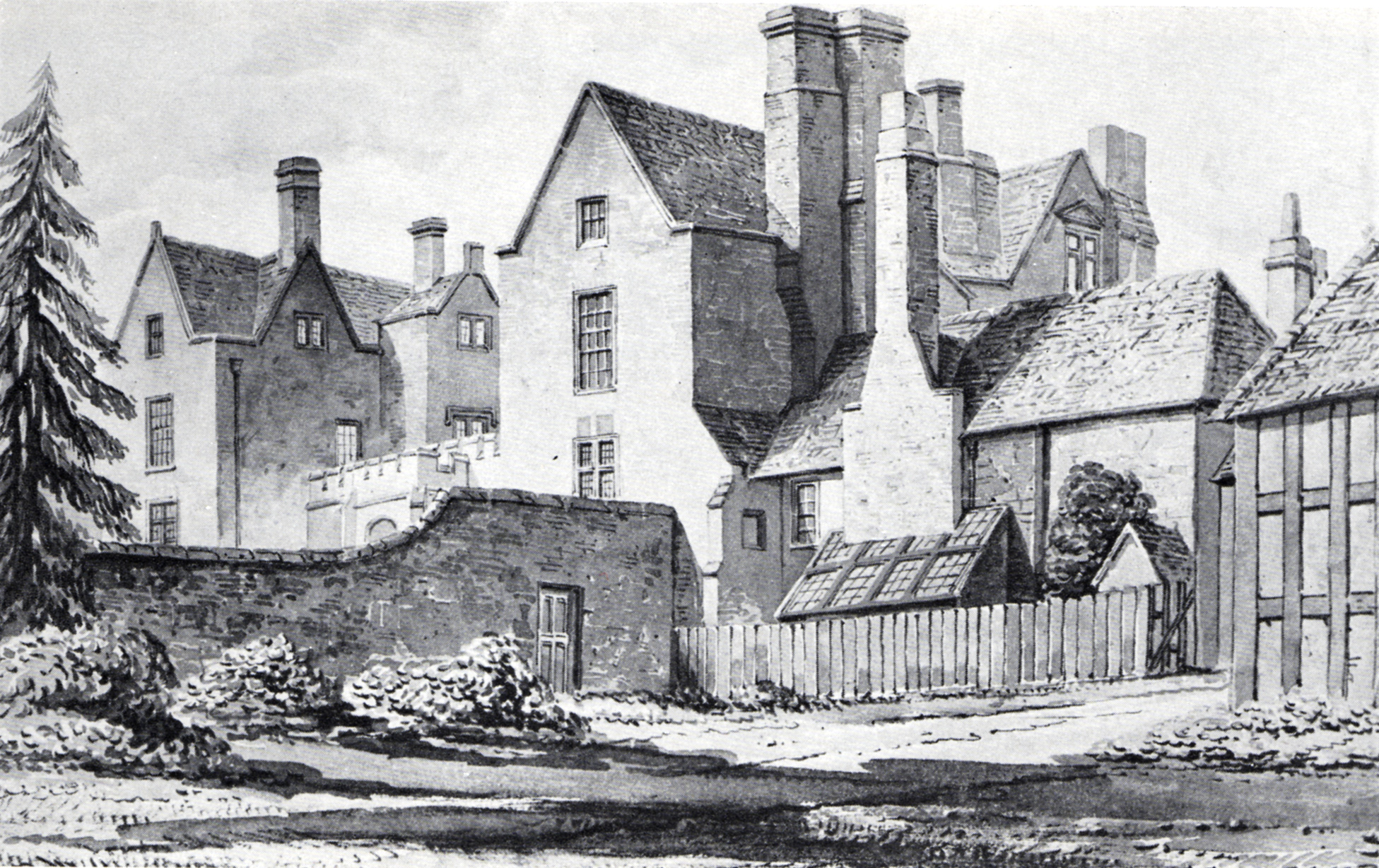
Berkhamsted Place 1832, gezeichnet von J. C. Buckler.

Königin Elisabeth I. verlehnte 1580 die Grundherrschaft von Berkhamsted zusammen mit Berkhamsted Castle an ihren Master of the Jewel Office, Sir Edward Carey. Carey war ein Nachfahre der Carys von Cockington, einer alten Familie aus Devon, die bis auf Adam de Karry, den ersten Lord von Castle Karry in Somerset im 13. Jahrhundert.
Berkhamsted Castle war damals bereits zu einer Ruine verfallen und die Verlehnung einer Burgruine war möglicherweise als eine Art königlicher Scherz gedacht. Carey schuldete als jährliche Pacht eine rote Rose, die jedes Jahr am Tag des Johannes des Täufers (24. Juni) zu überbringen war. Sir Edwar Cary lebte nicht auf dem Burggelände selbst, sondern ließ sich ein Herrenhaus auf einem Hügel über der Burg errichten. Zum Bau dieses Hauses wurden Bausteine verwendet, die von der Burgruine gestohlen worden waren.

## Architektur
Berkhamsted Place war ein zweistöckiges Haus mit aufgesetztem Dachgeschoss. Der Grundriss war E-förmig mit zwei Flügeln im Norden und im Südosten. Die Mauern waren ursprünglich 178 mm × 178 mm großen Steinfliesen und Totternhoe Stone (harter Kalkstein) mit Ziegeln verkleidet, das Dach war mit Schindeln gedeckt. Eine Lindenallee führte den Hügel nach oben zum Haus.
Ein Bericht über das Haus aus dem Jahre 1650 durch parlamentarische Kommissionäre, der später dem Büro des Herzogtums Cornwall gehörte, beschreibt das Haus, wie folgt:

„dieses (...) Herrenhaus, auf einem Hügel gelegen (mitten in dem vorerwähnten Park), Berkhamsted House genannt, gebaut mit Feuerstein und Tatternell Stone, in Fliesenform, die es sehr schmückt und hervorstechen lässt, und gedeckt mit Schiefer; bestehend aus einer großen, geräumigen Halle, (...) und mit schönen Böden versehen, gedichtet und belichtet (...)“

Laut einem Bericht der Royal Commission on Historical Monuments aus dem Jahr 1910 wird der Zustand des Hauses als „ziemlich gut“ beschrieben, wenn auch einiger Verfall um die Steinverkleidungen der originalen Fenster erwähnt wird. Das Haus enthielt Teile des originalen Hofhauses, das Sir Edward Carey um 1580 bauen ließ, und eine Halle auf der Südostseite, die nach dem Brand von 1662 errichtet wurde und einen Teil des alten Hofes zwischen den Flügeln bedeckte. Die Front des Hauses war aus Ziegeln errichtet, hatte eine zinnenbewehrte Brüstung und eine Vorhalle mit einer Eingangstüre, die mit einem Korbbogen versehen war.
Der Bericht erwähnt, dass man einen Gedenkstein unter dem Fenster des Salons sehen konnte, der ebenfalls nach Südosten schaute und die Inschrift „1611“ trug, was möglicherweise das Jahr der Änderungen zeigte, die für Prinz Heinrich durchgeführt wurden, als er das Haus kaufte. Der Rest der Südostfassade war mit Zement bedeckt und hatte etliche kleine Vorsprünge und Giebel.
Ein Großteil der originalen Steinmetzarbeiten fielen dem Brand von 1662 zum Opfer, aber was davon gerettet wurde, konnte man auf der Nordwestseite des Hauses sehen. Dort lagen auch zwei Ziegelstrebewerke und zwei hervorspringende, achteckige Kamine, die dem Haus im 17. Jahrhundert hinzugefügt worden waren. An den drei Stirnseiten auf der Nordseite befanden sich einfache Giebel mit durch Steinpfosten dreigeteilten Fenstern mit Oberlichten, die mit kleinen Ziergiebeln aus Stein versehen waren. Die anderen Fenster waren moderne Schiebefenster.
Am Nordwestende des Hauses befand sich ein steinerner Erker; 1910 war dieser teilweise zugemauert und für einen neueren Ziegelkamin weggeschnitten.
Das Innere des Hauses war entscheidend verändert worden, aber eine Reihe von Ausstattungsdetails aus dem 17. Jahrhundert hatte man behalten, z. B. einen offenen Kamin mit einem geschnitzten Eichensims, einen weiteren offenen Kamin mit Stuckverzierung, ein Holzkassettendecke, eine verzierte Stuckdecke mit gegossenen Rippen, Weinornamenten, Köpfen usw. Es gab auch ein schmuckes, hölzernes Treppenhaus aus dem 17. Jahrhundert mit quadratischen Treppenpfosten, gedrehten Balustern und geformtem Handlauf.

## Geschichte

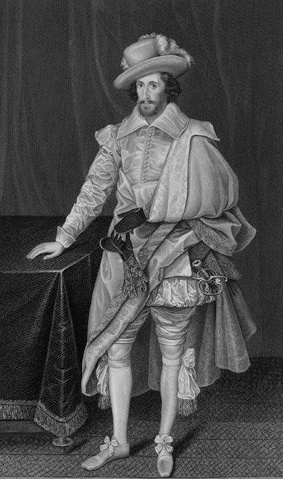
Henry Cary, 1st Viscount Falkland

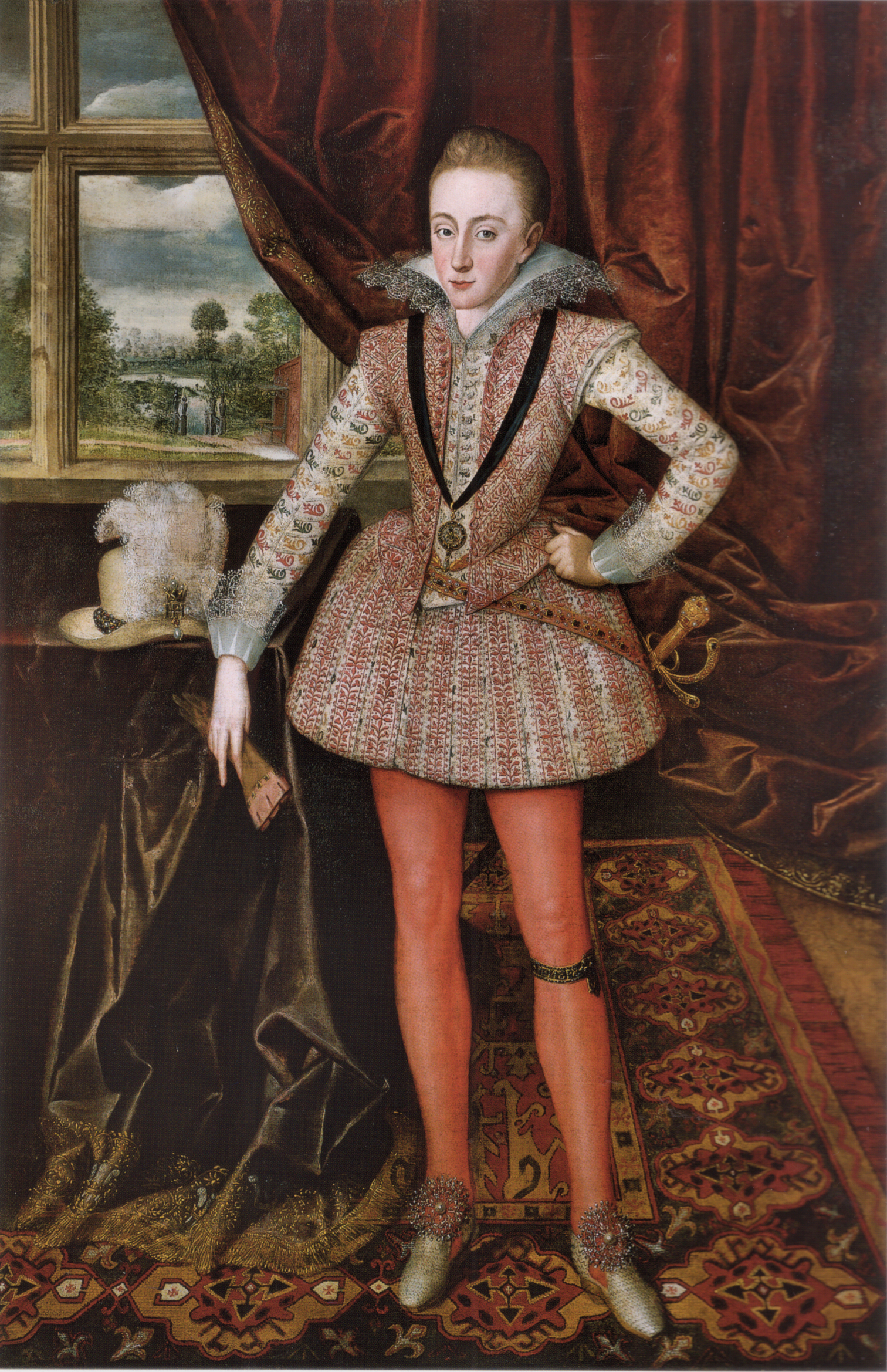
Henry Frederick Stuart, Prince of Wales um 1610

Sir Edward Carey wohnte nur kurz in Berkhamsted Place; 1588 erhielt er die Grundherrschaft Aldenham und lebte dann dort. Berkhamsted Place verpachtete er an seinen Bruder, Sir Adolphus Carey. Er war der erste von vielen Pächtern von Berkhamsted Place und überließ die Pacht dann seinem Sohn, Sir Henry Carey, der später der erste Viscount Falkland und Lord Deputy of Ireland wurde. Verschiedene Mitglieder der Familie Carey nutzten das Haus, bis es 1612 für £ 4000 an Henry Frederick Stuart, Prince of Wales, verkauft wurde. Der Prince of Wales, der später im selben Jahr verstarb, vermachte das Haus seinem Bruder Karl, der später zum König Karl I. gekrönt wurde.
Prinz Karl verpachtete das Anwesen an seinen Tutor Thomas Murray und Mary Murray, die seine Kinderschwester und Lady of the Privy Chamber seiner Mutter, Anna von Dänemark war. Man weiß, dass der junge Prinz Karl, damals 16 Jahre alt, am 14. August 1616 die Murrays besuchte und mit ihnen einen Nachmittag auf der Jagd im Berkhamsted Park verbrachte.
In der Regierungszeit von Karl I. wurden bekanntermaßen einige Veränderungen am Haus durchgeführt, die von David Cunningham, 1. Baronet of Auchinhervie, überwacht wurden. Einer von Cunninghams Briefen an seinen Vetter beschreibt den königlichen Befehl an ihn, die Arbeiten an Berkhamsted Place 1629 zu überwachen und sein Konto hierfür, gegengezeichnet von Thomas Trevor für Sir John Trevor, Überwacher der Arbeiten an Windsor Castle, ist bis heute erhalten.
Die turbulenten Ereignisse des englischen Bürgerkrieges ereilten Berkhamsted Place in den 1640er-Jahren, als Murrays Tochter, Ann Murray, Teil einer royalistischen Verschwörung wurde mit Ziel, das Leben des zweiten überlebenden Sohn des Königs, des jungen Duke of York (der später König Jakob II. werden sollte), vor den parlamentaristischen Truppen zu schützen. König Karl wurde 1648 hingerichtet und Ann Murray, die als Royalistin um ihr Leben fürchtete, floh von Berkhamsted Place. Anschließend nahm der in Berkhamsted geborene Soldat Lieutenant-Colonel Daniel Axtel aus Cromwells Armee. Der erst 26 Jahre alte Axtel war für seine Unbarmherzigkeit bekannt und war schnell aufgestiegen, nachdem er als Captain bei der Hinrichtung Karls I. gedient hatte.
Axtells politische Karriere entwickelte sich nach der Stuart-Restauration negativ; 1660 wurde er in Tyburn wegen Königsmordes gehängt, ausgeweidet und gevierteilt. Ann Murray wurde später für ihre Treue zur Krone geehrt und König Jakob II. gewährte ihr eine königliche Pension. In der Peterskirche von Berkhamsted erinnert ein Denkmal an der Nordseite des alten Chors an James und John Murray, auf dem steht: „Jugendliche der gewinnensten Sinnesart, die in Berkhamsted Place lebten und starben.“

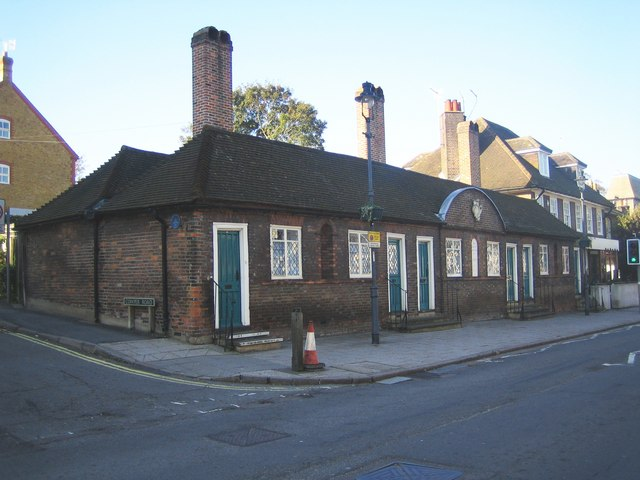
Sayers Armenhäuser von 1664 an der High Street in Berkhamsted

1660 übernahm der Lord High Treasurer, Jerome Weston, 2. Earl of Portland die Pacht von Berkhamsted Place. In der Zeit, in der er dort wohnte, brach ein großer Brand aus und zerstörte zwei Drittel des Hauses. Mit dem Wiederaufbau wurde hastig begonnen, vermutlich finanziert von John Sayer, einem reichen Mann aus der Gegend und Chefkoch von König Karl II. Der mittlere Teil des Hauses wurde wiederaufgebaut, aber die beiden Flügel, die den Hof eingeschlossen hatten, wurden nie restauriert. Von den elisabethanischen Steinmetzarbeiten blieb Einiges an der Nordfassade erhalten, was man an späteren Fotos des Anwesens sehen kann. Sayer übernahm das Haus kurze Zeit nach seinem Wiederaufbau und lebte dort mit seiner Familie bis zu seinem Tod 1662. Sayer wurde als Wohltäter seiner Heimatstadt Berkhamsted bekannt und sein Vermächtnis ermöglichte den Bau einer Reihe von Armenhäusern für arme Witwen der Stadt. Diese Häuser stehen heute noch in der High Street und tragen die Inschrift in Stein: „Geschenk von John Sayer, 1664“. Um 1690 schuf der holländische Maler Jan Wyck das Gemälde A huntsman with a hare and hounds above Berkhamsted (dt.: Ein Jäger mit einem Hasen und Hunden oberhalb von Berkhamsted), das die Kirche, die Burgruine und Berkhamsted Place im Hintergrund zeigt.

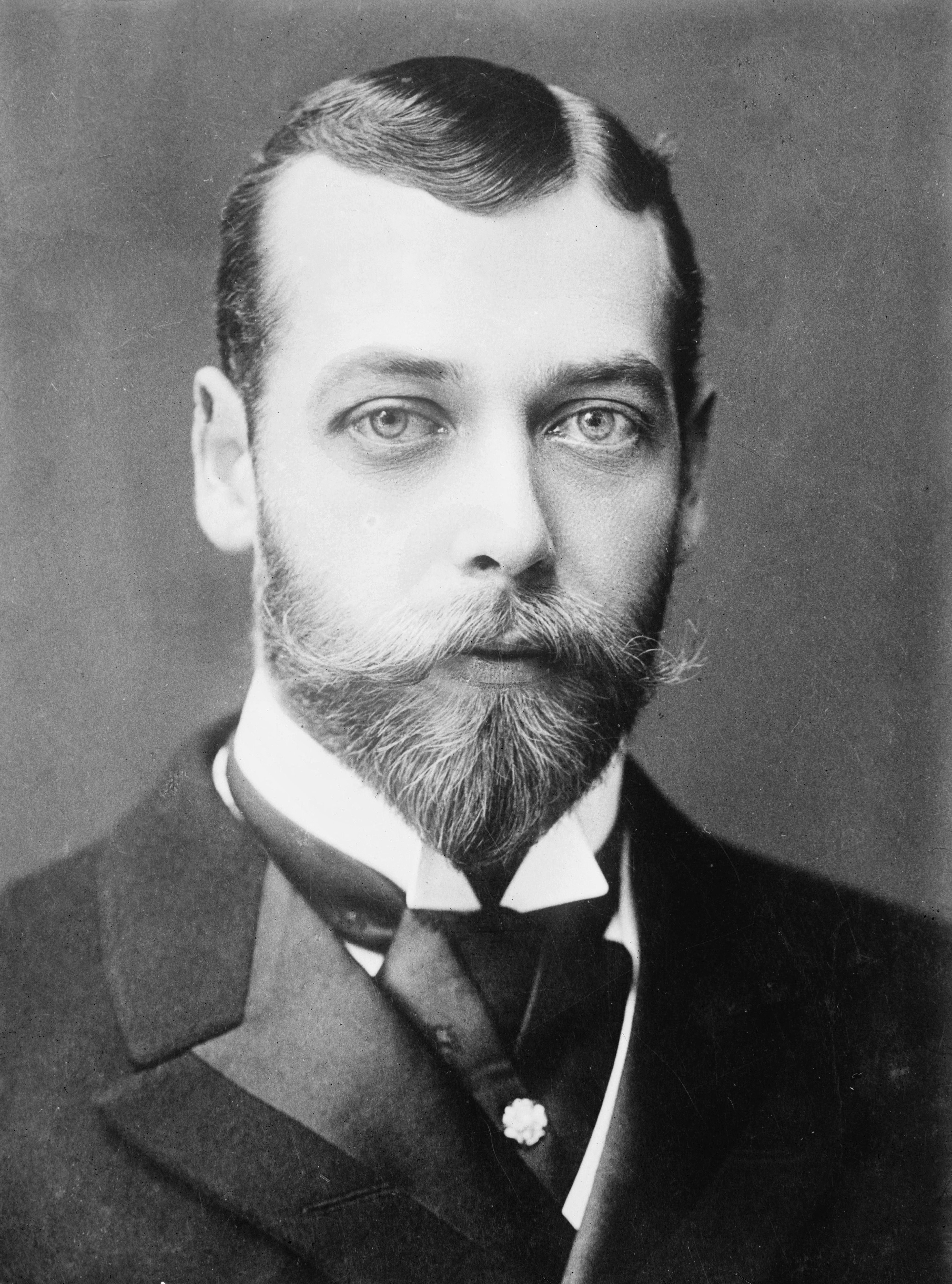
Prinz Georg, Duke of York

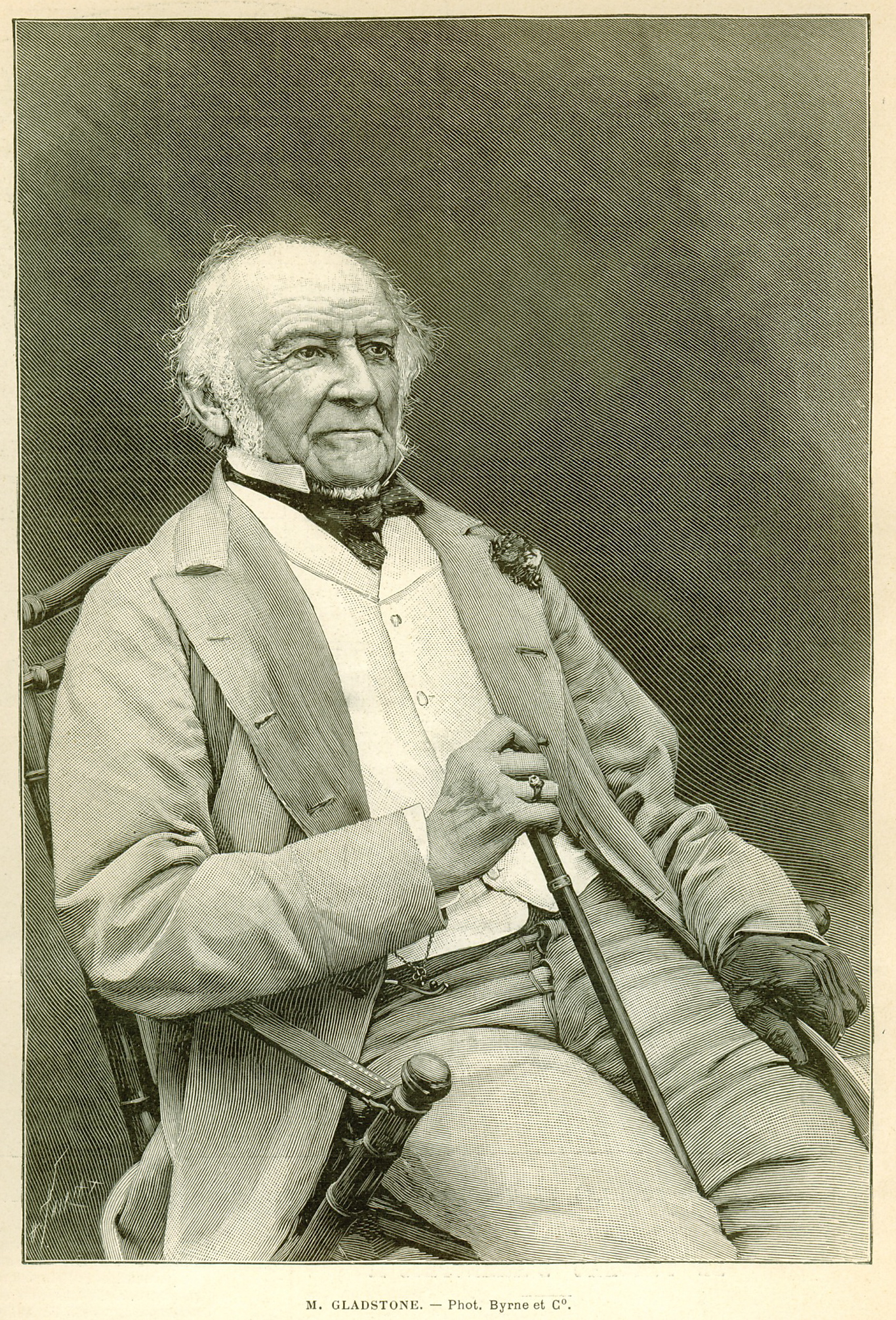
William Gladstone

Die Familie Sayer blieb bis 1716 in Berkhamsted Place wohnen, dann wurde das Haus an William Atwell verkauft. Dieser wiederum verkaufte es 1718 an John Roper, dessen Familie fast ein Jahrhundert im Haus blieb. 1807 ging das Anwesen auf John Egerton, 7. Earl of Bridgewater, über. Das Haus ohne Grundstück wurde später von Earl Brownlow erworben.
Das Eigentum an dem Anwesen ging dann auf General John Finch und seine Gattin über, die beide bekannte Wohltäter der Stadt waren, für den Neubau der Thomas Bourne School verantwortlich zeichneten und den Fonds für die Stadthalle unterstützten.
Nach General Finch wurde das Haus von Lady Sarah Spencer und Gertrud, Countess of Pembroke, bewohnt. Die beiden Damen empfingen viele bekannte Gäste in ihrer modischen Landresidenz, wie z. B. den Duke of York (der später zu Georg V. gekrönt wurde) und den Premierminister William Gladstone.
Anschließend kaufte die Familie Ram das Haus. Zunächst wohnte Mr S. J. Ram (KC) darin, und später, 1937, sein Sohn, Sir Granville Ram, der First Parliamentary Counsel der Schatzkammer war.

## Verfall

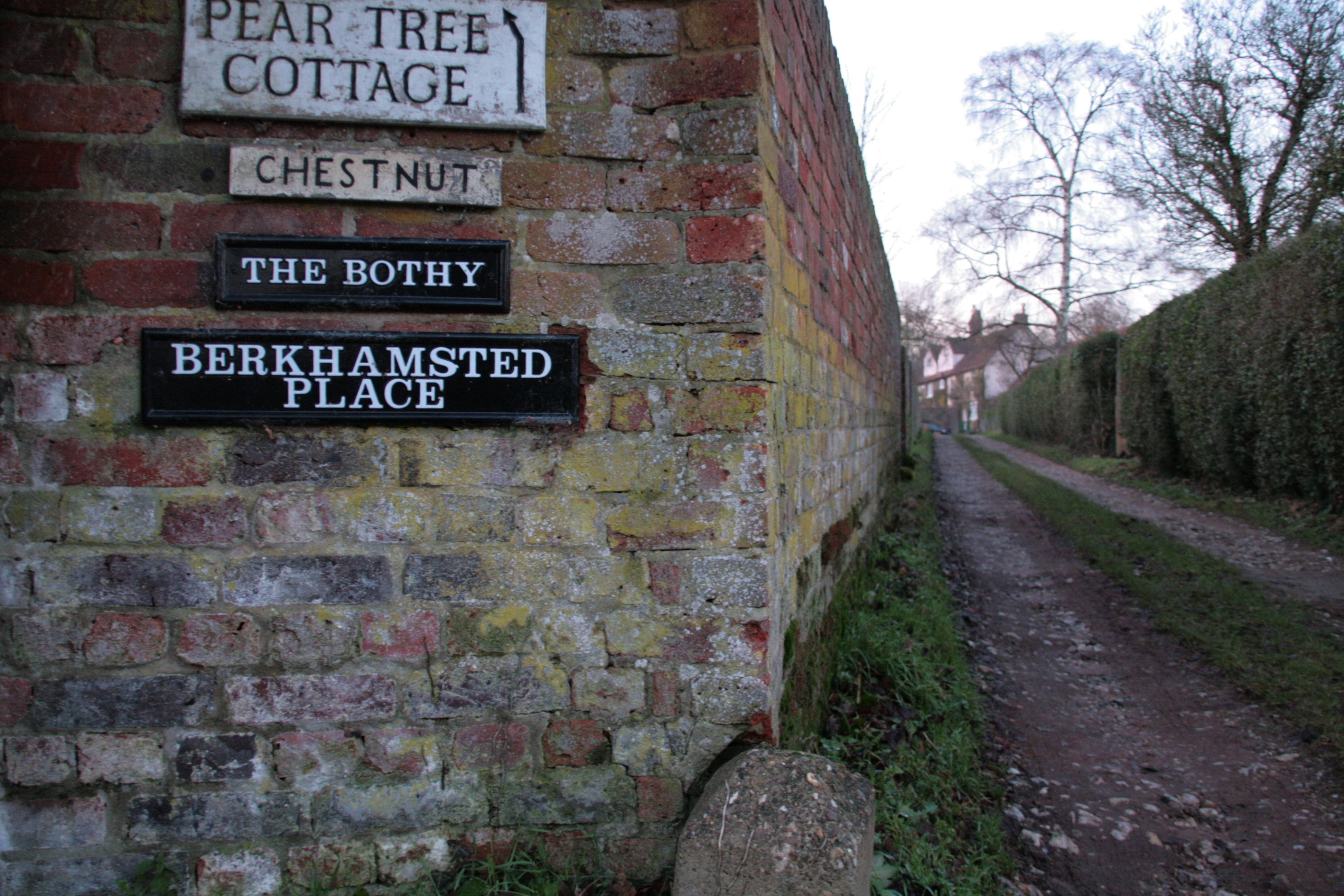
Berkhamsted Place heute

Berkhamsted Place war viele Jahrhunderte lang ein typisch englisches Landhaus. Zur Zeit des Zweiten Weltkrieges hatte das Haus neun Schlafgemächer, drei Badezimmer und fünf Schlafkammern für die Dienerschaft unter dem Dach. In den 1950er-Jahren wurden die Unterhaltskosten für das voll ausgestattete, große Haus untragbar. Wie viele andere Land- und Herrenhäuser mit Personal wurde auch dieses Anwesen in den 1950er-Jahren verkauft, um in Eigentumswohnungen umgewandelt zu werden. Der noch erhaltene Flügel aus dem 17. Jahrhundert wurde zum Studio des bekannten Bildhauers Reg Butler, dessen Arbeit Unknown Political Prisoner (dt.: Unbekannter politischer Gefangener) von 1953 den Großen Preis eines Wettbewerbs des Londoner Institute of Contemporary Arts gewann.
Ab 1963 war das Haus dann unbewohnt und verfiel. 1967 wurde es schließlich abgerissen. Heute stehen auf dem Gelände eine Reihe von Privathäusern und ein Bauernhof.